# Sainte-Croix-en-Jarez
Sainte-Croix-en-Jarez település Franciaországban, Loire megyében. Lakosainak száma 484 fő (2022. január 1.). Sainte-Croix-en-Jarez Châteauneuf, Farnay, Pavezin, Pélussin, Longes és Saint-Paul-en-Jarez községekkel határos.

## Népesség
A település népessége az elmúlt években az alábbi módon változott:
| Lakosok száma | 274  | 342  | 329  | 410  | 437  | 461  | 478  | 477  | 477  | 484  |
|               | 1968 | 1982 | 1990 | 2006 | 2013 | 2015 | 2017 | 2019 | 2020 | 2022 |